# Ulko-Klaama
Ulko-Klaama är en ö i Finland. Den ligger i Bottenviken och i kommunen Ijo i den ekonomiska regionen  Oulunkaari i landskapet Norra Österbotten, i den norra delen av landet. Ön ligger omkring 36 kilometer norr om Uleåborg och omkring 570 kilometer norr om Helsingfors.
Öns area är 40,1 hektar och dess största längd är 1,1 kilometer i sydöst-nordvästlig riktning. Ön höjer sig omkring 5 meter över havsytan.